# 玛雅维萨亚大佛
玛雅维萨亚大佛，是位于缅甸首都内比都德金那提里镇区的一座高81英尺（25）大理石雕刻的佛像。该佛像以触地印为特色，是世界上最大的大理石佛像。这座雕像本身重达5,292吨，采用从曼德勒附近萨金村开采的大理石建造而成。该雕像位于占地91公顷的广场上，该广场上还有石刻铭文、佛塔、宗教建筑和一座目支鄰陀水池。

## 历史
大佛的建造始于2020年6月14日，并于2021年緬甸軍事政變后在国营报纸上公布。佛像的名称“玛雅维萨亚”源自巴利语，按汉语中古音音译为“魔罗毘阇耶”，意为“战胜天魔”。该佛像建造项目由国营媒体向公众募集捐款，耗资2760万美元。军方的亲密盟友，包括商人和高级退役军官，为该项目贡献了330亿缅元（约合1000万美元）。
2023年3月，据报道佛像被人看到“正在哭泣”，因为雕像的眼睛下方出现了条纹，促使军政府遮住了佛像面部并禁止游客参观和摄影。
2023年8月1日，这座佛像在900名僧侣参加的开光仪式上正式亮相，这一天恰逢缅历四月即瓦梭月的月盈日。在典礼期间的一次布道中，皎梅西亚多旃陀那沙罗用三指手勢将佛教的精髓提炼为三个短语，似乎在间接批评军政府违反这些基本戒律。同一天，敏昂莱以“健康原因”为由，解除了时任宗教与文化部长——哥哥的职务。
这座佛像的属性与数字9密切相关，在缅甸数字命理学中，“9”被认为是吉祥的数字。雕像总重量为5,292吨，具有數秘術意义，因为各个数字的总和可以等于9，而宝座高度为18英尺（5.5），雕像高度为63英尺（19），加起来也等于数字9。雕像周围还有720座石塔。

## 争议
该项目被批评为军政府领导人敏昂莱的“面子工程”，被视为他获取合法性、保护和推动佛教、粉饰其遗产和延长其统治的一种方式。之前的军政府也修建了类似的寺庙，包括位于仰光，用大理石建造的皎多枝大佛。敏昂莱特意修建了一条新路通往施工现场，以绕过同样位于内比都环路上的内比都监狱。

## 图册

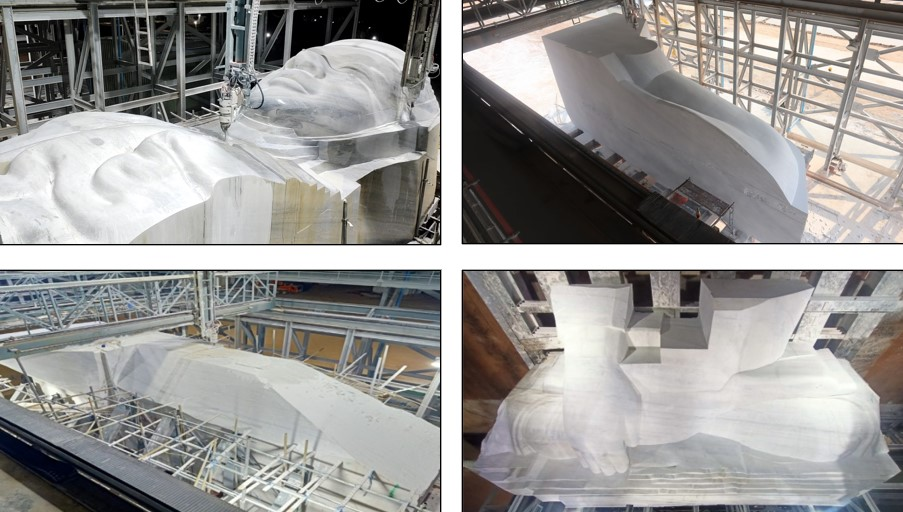
建造过程中雕像的组件
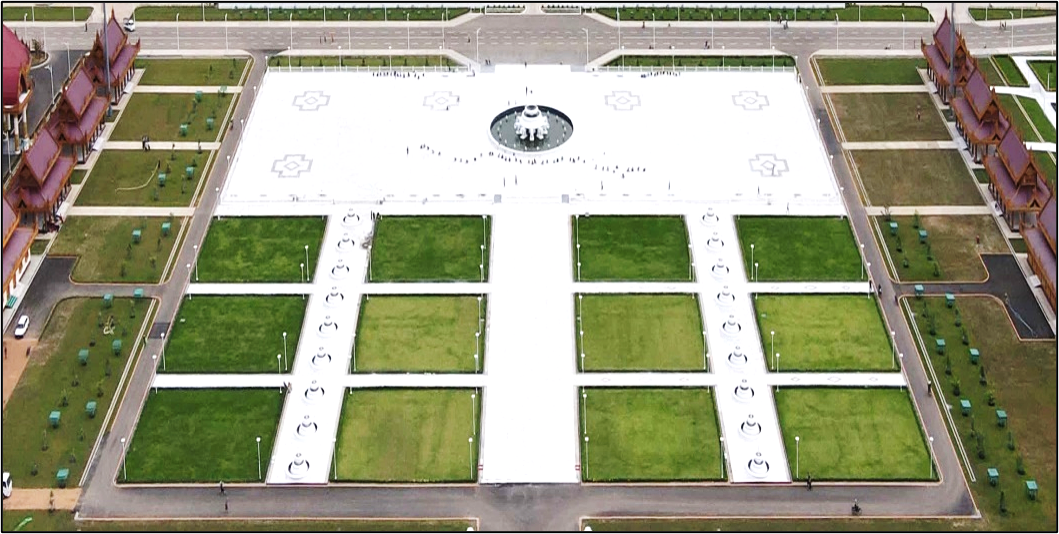
雕像附近的喷泉广场
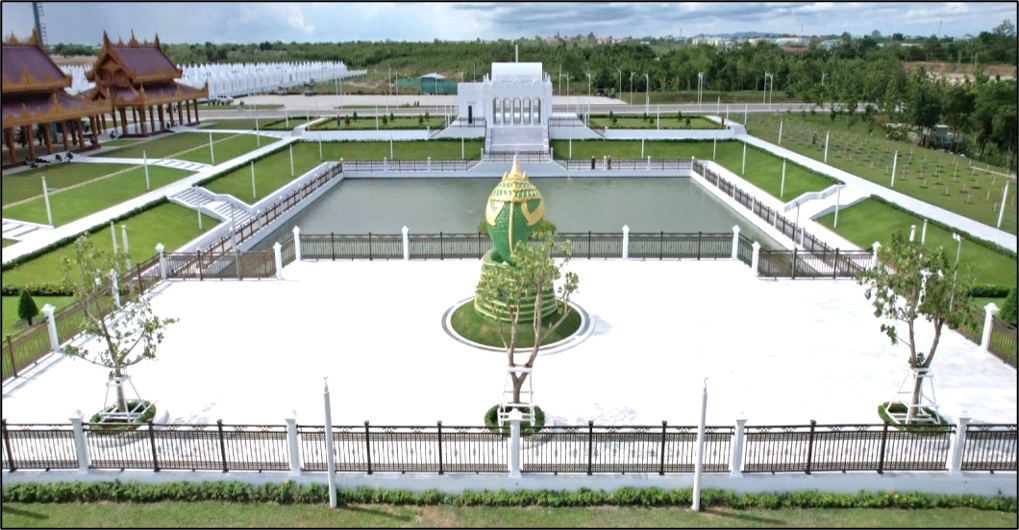
雕像附近的人工池
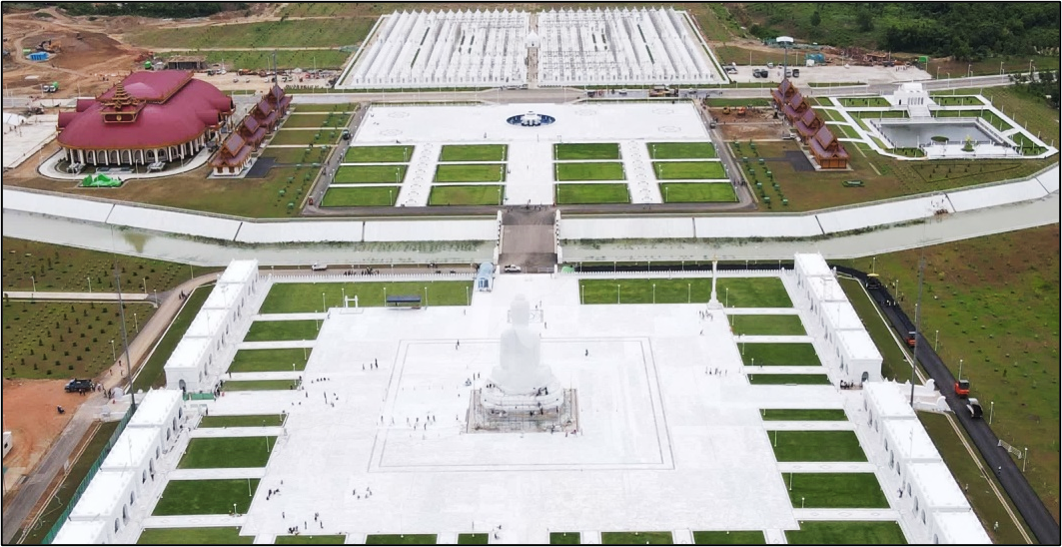
雕像周围的石刻圣地